# Kulmer Poort
De Kulmer Poort of Steenpoort (Pools:Brama Chełmińska of Brama Kamienna, Duits: Kulmer Tor of Steintor) is een stadspoort in de Poolse stad Brodnica (Duits: Strasburg in Westpreussen).
De gotische poort staat op deze plek sinds 1310 en is een voorbeeld van baksteengotiek. De Steenpoort bestaat uit vier verdiepingen. De poort maakte onderdeel uit van de stadsmuur van Brodnica.

## Afbeeldingen

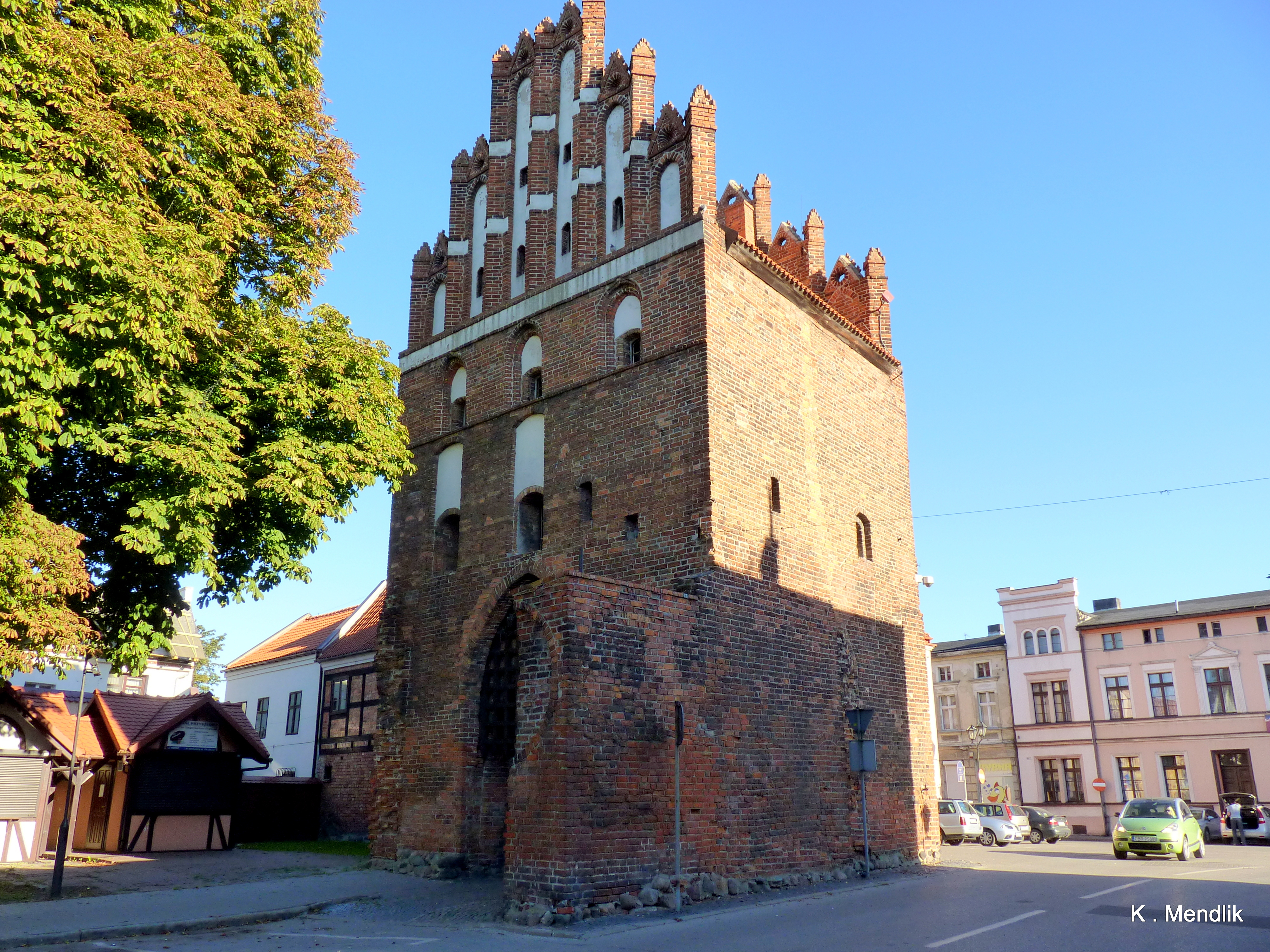
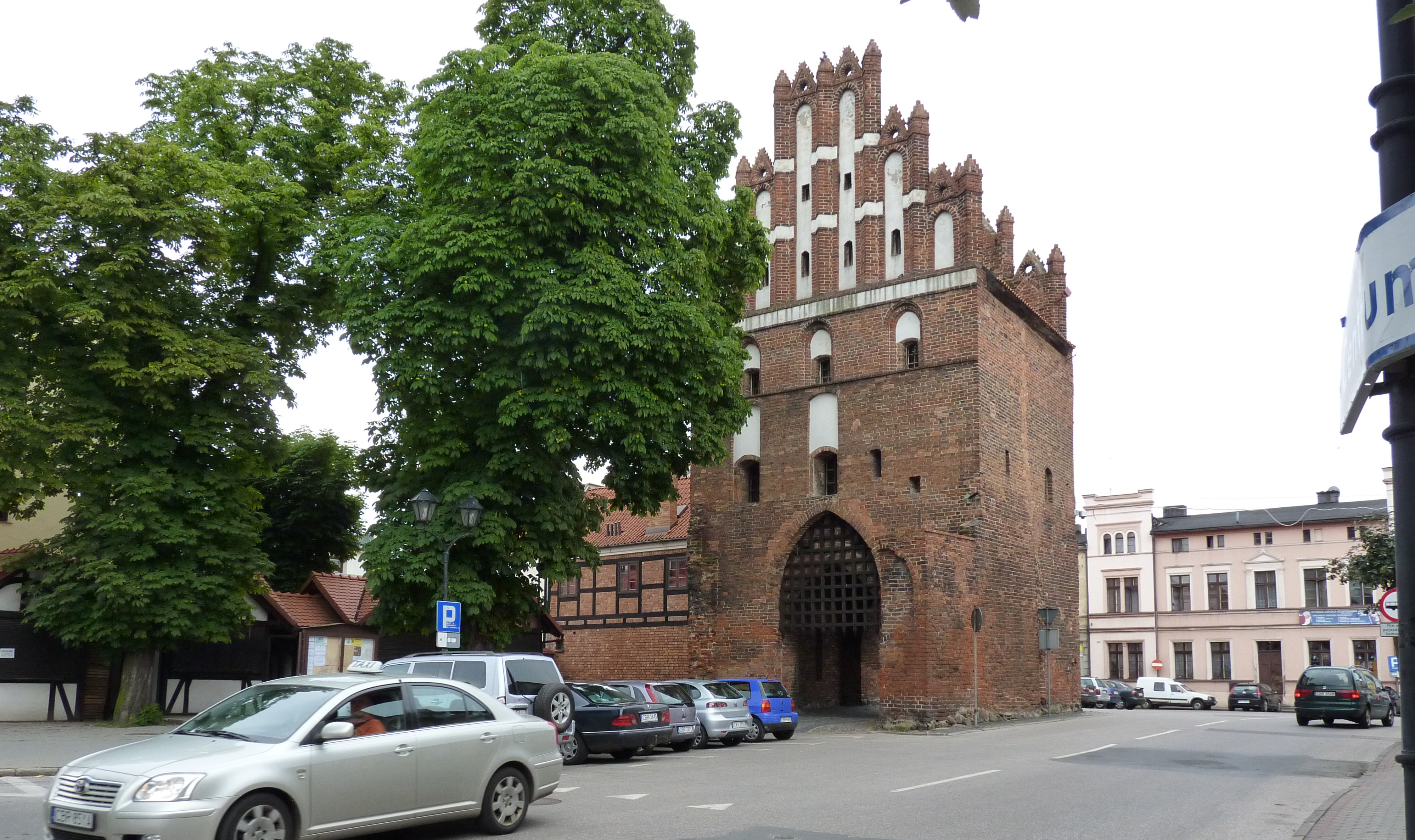
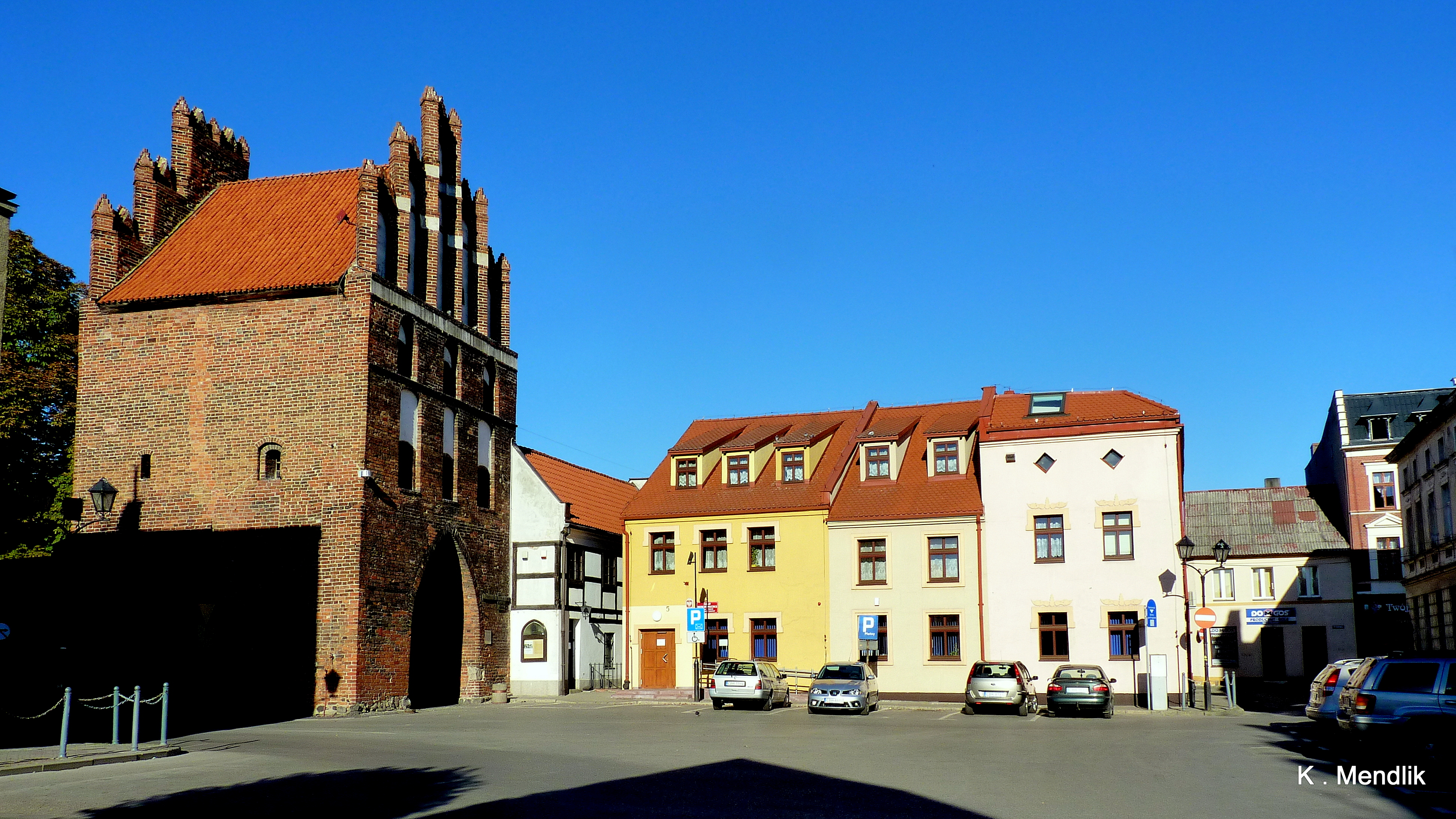